# Dendron (Virginia)
Dendron è un comune degli Stati Uniti d'America, situato nello Stato della Virginia, nella contea di Surry.